# フリードリヒ・ツー・シャウムブルク＝リッペ
フリードリヒ・ツー・シャウムブルク＝リッペ（Friedrich Prinz zu Schaumburg-Lippe, 1868年1月30日 - 1945年12月12日）は、ドイツの諸侯家門シャウムブルク＝リッペ家の侯子。ボヘミアのナーホト最後の領主だった。

## 生涯
シャウムブルク＝リッペ侯ゲオルク・ヴィルヘルムとヴァルデック＝ピルモント侯女イーダ夫妻の次男ヴィルヘルムと、その妃でアンハルト＝デッサウ公子フリードリヒ・アウグストとヘッセン＝カッセル方伯女マリー夫妻の娘であるバティルディスの間の第3子、次男。ボヘミアのラティボジツェ城（現在のチェコ）で生まれた。全名はフリードリヒ・ゲオルク・ヴィルヘルム・ブルーノ（Friedrich Georg Wilhelm Bruno）。
1896年5月5日にコペンハーゲンのアマリエンボー宮殿にて、デンマーク王太子フレゼリク（のちのフレゼリク8世）とスウェーデン王女ロヴィーサ夫妻の娘で又従妹にあたるルイーセと結婚し、3人の子女をもうけた。結婚は不幸なものとなった。ルイーセはデンマークの家族のもとに訪れて多くの時間を過ごし、一度に3か月程滞在した。フレゼリク8世も毎年娘を訪ねて来ていた。ルイーセは1906年4月4日にラティボジツェ城で亡くなった。公的な死因は数週間の闘病後、髄膜炎によって引き起こされた脳の炎症となっている。実際の所はラティボジツェ城の湖で入水自殺を企てて風邪をひき、結果的に死に至ったと噂された。
1909年5月26日にデッサウにおいて、アンハルト公世子レオポルトとヘッセン＝カッセル方伯女エリーザベト夫妻の娘アントイネッテ（1885年 - 1963年）と再婚し、2人の息子をもうけた。

## 子女
最初の妻ルイーセとの間に1男2女の3人の子女をもうけた。
- マリー・ルイーゼ・ダグマール・バティルディス・シャルロッテ（1897年 - 1938年） - 1916年、プロイセン王子フリードリヒ・ジギスムントと結婚
- クリスティアン・ニコラウス・ヴィルヘルム・フリードリヒ・アルベルト・エルンスト（1898年 - 1974年） - 1937年、デンマーク王女フェオドラと結婚
- シュテファニー・アレクサンドラ・ヘルミーネ・ティーラ・クセニア・バティルディス・インゲボルク（1899年 - 1925年） - 1921年、ベントハイム＝シュタインフルト侯ヴィクトル・アドルフ[注釈 1]と結婚

2番目の妻アントイネッテとの間に2人の息子をもうけた。
- レオポルト・フリードリヒ・アレクサンダー・ヴィルヘルム・エドゥアルト（1910年 - 2006年） - 1933年、エアバッハ＝シェーンベルク侯女ヘレーネ・ゾフィー[注釈 2]と結婚
- ヴィルヘルム・フリードリヒ・カール・アドルフ・レオポルト・ヒルデリヒ（1912年 - 1938年）